# Beauzelle
Beauzelle è un comune francese di 5 108 abitanti situato nel dipartimento dell'Alta Garonna nella regione dell'Occitania.

## Società

### Evoluzione demografica
Abitanti censiti